# کلیسای هوهانس مقدس (هاجیشن)
کلیسای هوهانس مقدس (هاجیشن) (ارمنی: Սուրբ Հովհաննես եկեղեցի (Հաջիշեն)؛ ) یک کلیسا متعلق به کلیسای حواری ارمنی واقع در شهر هاجیشن،  جمهوری آذربایجان می‌باشد. ساخت و ساز این ساختمان در سده ۱۹ میلادی؛ به پایان رسید. این بنا به سبک معماری ارمنی طراحی شده است.